# 摩尔多瓦议会
摩爾多瓦共和國議會（羅馬尼亞語：Parlamentul Republicii Moldova），為摩爾多瓦的最高立法機構。 摩爾多瓦議会為一院制，有議員101名，每屆任期4年。摩爾多瓦總理由最大黨派或聯盟的領袖出任，摩爾多瓦總統曾由議會間接選舉產生，後改由全民直選。